# ストーンミュージアムひるかわ
ストーンミュージアムひるかわは、岐阜県中津川市にある博物館。

## 概要
中津川市蛭川地区で採掘される花崗岩（蛭川みかげ石）に関する博物館である。岐阜県花崗岩販売協同組合が運営する。
建物は蛭川みかげ石を使用した石造建造物であり、建物自体も展示物となっている。
2011年（平成23年）に岐阜県まちかど美術館・博物館に登録されている。
近隣には石をテーマとする博物館、博石館があるが、直接の関係は無い。

## 主な展示物
- 蛭川みかげ石
- 蛭川みかげ石の製品
- 蛭川みかげ石の作品
- 蛭川みかげ石の石材加工サンプル
- 石材加工の昔の工具類　など

## 利用案内
- 開館時間：9:00 - 17:00
- 休館日：土曜日（第2・4）、日曜日
- 入館料：無料

## 交通アクセス
- 中央自動車道恵那ICより自動車で約15分。